# 杜應奎
杜應奎（16世紀—17世紀），字海宇，陝西西安府三水縣人，明朝軍事人物。

## 生平
杜應奎足智多謀，能力舉千斤，是萬曆四十一年（1613年）的武進士，獲授遼東清陽守備，多次建立功績，天啟年間特擢為壩上總兵。他在外征戰時手臂中箭，刮骨治療卻神色自若，有古代名將風範，辭官回鄉後遇上流寇逼近三水，他帶領蒼頭軍擊敗敵軍，境內得以安寧；縣民不知道紡織，他招募女師教育，又開闢淤土種植稻禾，去世後縣民建祠祭祀他。

## 引用
1. 1 2  同治《［陝西］三水縣志·卷四》：杜應奎 字海宇，萬厯癸丑武進士，初授遼東清陽守備，屢建奇功，天啟中特擢為壩上總兵，多謀略，力舉千斤，常戰塞外，臂中鹿鏃，刮骨療之，神色自若，有古名將風。及歸里，寇逼門庭，率蒼頭軍大破之，邑賴以安邑，俗不知織紡，募女師以教之，邑地不務稻禾，開淤土以種之，至今戶食其利，咸欲建祠以報焉。
2. ↑  雍正《陝西通志·卷五十九》：杜應奎，字海宇，三水人，萬曆癸丑武進士。初授遼東清陽守備，屢建奇功。天啟中，特擢為壩上總兵，多謀略，力舉千斤。常遇戰臂中矢，刮骨療之，色自若，有古名將風。以讒歸里，時流賊寇三水，應奎率蒼頭軍大破之，出所擄子女無數，一方帖然無警。